# Melanerpes chrysauchen
Melanerpes chrysauchen е вид птица от семейство Picidae.

## Разпространение
Видът е разпространен в Коста Рика и Панама.